# Nino Buonocore
Adelmo Buonocore (Nápoles, 26 de julho de 1958), é um cantor italiano.

## Biografia
Seu irmão Dino trabalhava no mundo discográfico como responsável pelo escritório de vendas da etiqueta Vedette.
Após ter trabalhado em algumas salas de gravação e de ter criado três 45 rotações para etiquetas menores (Io e te, In vestaglia, Nnamurato), entre 1976 e 1978, e de ter escrito arranjado e dirigido, em 1978, os dois singles do grupo Enter 'o Clisma, Nino Buonocore, em 1979, assina um contrato com a RCA italiana. A estreia acontece no mesmo ano com o lançamento do 45 rotações Amico coccodrillo/Due x due.
Em 1980, lança o Q-Disc Acida, no qual há a canção Se, sigla da fortunada série de telefilm L'uomo da sei milioni di dollari.
Em 1982, é publicado o primeiro 33 rotações, intitulado Yaya, produzido por Simon Boswell e tocado com a banda wave inglesa Live Wire, com a qual participa da seção Discoverde do Festivalbar.
Em 1983, participa pela primeira fez do Festival de Sanremo, com a música Nuovo amore, que recebe ótimo consenso de crítica. Renzo Arbore, durante a exibição da primeira noite, e sentado na primeira fila, declara que o considerou o melhor jovem na disputa. No fim de 1985, a música é publicada nos países da América Latina, vendendo mais de três milhões de cópias.
No fim do verão sai o fortunado single Notte chiara, sigla da telenovela Cara a cara. No ano seguinte, Nino assina por dez anos com a gravadora EMI. No fim daquele ano sai o 33 rotações Nino Buonocore, seguido poucos meses depois pelo single Soli, sigla de fechamento de Domenica in. Participa do Festivalbar de 1985 com Io mi inventerò.
Em 1987, ocorre a verdadeira reviravolta em direção a um tipo de música muito mais refinada e menos rock. É o ano de Rosanna, apresentada a Sanremo, e considerada um de seus melhores hits. Durante o verão participa do Festival de Saint Vincent e do Festivalbar com o novo single Se io fossi in te, quando inicia a parceria artística com o letrista Michele De Vitis.
Em 1988, participa novamente de Sanremo com a música Le tue chiavi non ho. Sai em seguida um importante 33 rotações intitulado Una città tra le mani, contendo créditos de riquíssimos músicos como o jazzista Chet Baker. Durante o verão participa do Festivalbar com a música Con l'acqua alla gola, estampada ainda em versão remix.
1990 é o ano de Buonocore. São publicados contemporaneamente o 33 rotações Sabato, domenica e lunedì, além do single Scrivimi. O último entra na lista dos dez mais ouvidos no hit-parade por meses, totalizando mais de 200.000 cópias vendidas, além de ter sido gravado em diversas línguas e países. A música foi inserida na trilha sonora do filme de Castellitto, Non ti muovere. Buonocore se classificou em terceiro entre os italianos do Festivalbar e segundo no Cantagiro. Em 2006, Laura Pausini insere a música no seu fortunado álbum Io canto. No Brasil a música ficou famosa na voz de Renato Russo, em seu álbum Equilíbrio Distante (1995).
Em 1992, é publicado o álbum La naturale incertezza del vivere. O álbum fica 20 semanas na lista de mais vendidos. O cantor participa do Festivalbar e Vota la voce.
No início de 1993, em sua última obrigação contratual com a EMI, Nino participa de Sanremo com a música Una canzone d'amore.
Após anos de reflexão e silêncio, volta no fim de 1998 com o disco criado para a Easy, de Claudio Mattone, e intitulado Alti & Bassi.
No início de 2001, empreende um delicado e refinado caminho de aproximação com o jazz, participando de um sexteto de grande qualidade e publica, em 2004, o CD Libero Passeggero, além do DVD In viaggio. Notável também um raro e inédito vídeo de Nino, de 1988, Città tra le mani, com uma fabulosa banda incluindo Chet Baker. Seguem três turnês em 2004, 05 e 06 nos teatros italianos.
Durante 2007 prossegue o trabalho no Grovees Studios, em Nápoles, para a realização do novo álbum, aproveitando o tempo livre para apresentações ao vivo. Participa da "Musicultura Festival" de Macerata. Entre os tantos artistas presentes estava Franco Battiato.
Durante 2008 trabalha em torno do projeto Greatest Studio Unplugged, o qual contém outros hits reinterpretados e rearranjados em ritmo jazz com seu sexteto. No verão acontece o tour. Trabalha em torno das nove canções inéditas para o novo disco de inéditas. Nesse ínterim, a Azzurra Music publicou Scrivimi, uma coletânea de estúdio com o sexteto, com outros hits não contidos em Libero Passeggero.
Em 4 de junho de 2013 é publicado pela Hydra Music o novo disco Segnali di umana presenza.

## Discografia
45 rotações e singles
- 1976 - Io e te/Nel cuore nell'anima (Ghibli, CD-4520) (como Adelmo Ferrari)
- 1977 - In vestaglia/Il primo giorno senza te (como Adelmo Ferrari)
- 1978 - 'Nnammurato/'Mbechera (Fonia Italiana, CD-4540)
- 1979 - Amico coccodrillo/Due x due (RCA Italiana, PB-6325)
- 1980 - Se/Palinuro bar (RCA Italiana, PB-6522)
- 1982 - Yaya/Idem (RCA Italiana, PB-6587)
- 1983 - Nuovo amore/Oh! mamma abbracciami (RCA Italiana, PB-6659)
- 1983 - Notte chiara/Nino in copertina (RCA Italiana, PB-6710)
- 1984 - Soli/Hai gambe lunghe ragazzo (EMI Italiana)
- 1987 - Rosanna/Quando un amore (EMI Italiana, 06-1187757)
- 1987 - Se fossi in te/Cose importanti (EMI Italiana, 06-1187947)
- 1988 - Le tue chiavi non ho (EMI Italiana)
- 1988 - Con l'acqua alla gola (remix) (EMI Italiana)
- 1990 - Scrivimi/Abitudini (EMI Italiana, 06-1188437)
- 1992 - Il mandorlo (EMI Italiana)
- 1992 - E non dire (EMI Italiana)
- 1993 - Una canzone d'amore (EMI Italiana, cd single com quatro músicas)
- 1998 - Nemmeno un momento (Easy - Rti Music)
- 1999 - Prima o poi (Easy - Rti Music)
- 2013 - Il lessico del cuore (NB Project, digital download - 04.06.13)

33 rotações/CD
- 1980 - Acida (RCA Italiana, PG-33404) (Q-disc)
- 1982 - Yaya (RCA Italiana, PL-31615)
- 1983 - Nino in copertina (RCA Italiana, PL-70058)
- 1984 - Nino Buonocore (EMI Italiana, 64-1186681)
- 1988 - Una città tra le mani (EMI Italiana, 64-7902041)
- 1990 - Sabato, domenica e lunedì (EMI Italiana, 66-7943661)
- 1992 - La naturale incertezza del vivere (EMI Italiana, 60-7994151)
- 1993 - Un po' di più (EMI Italiana, 7943662)
- 1998 - Alti e bassi (Easy Records-RTI Music, ESY 13362)
- 2004 - Libero passeggero, come Nino Buonocore Sextet (Cd+DVD) (La Canzonetta Record, FDM 310504)
- 2009 - Scrivimi "Greatest Studio Unplugged" (Nino Buonocore Sextet - nuove versioni) (Azzurra Music)
- 2013 - Segnali di umana presenza (Hydra Music - 20.06.13)

Antologia
- 1998 - Il meglio di Nino Buonocore (RCA-BMG)
- 2004 - Made in Italy (EMI Italiana)
- 2007 - Solo grandi successi (EMI Italiana)
- 2009 - Made in Italy - New Version (EMI Italiana)

Participações no Festival di Sanremo
- 1983 - Nuovo amore - Não finalista
- 1987 - Rosanna - 23º posto
- 1988 - Le tue chiavi non ho - 25º posto
- 1993 - Una canzone d'amore - 15º posto

Participações no Festivalbar
- 1982 - Yaya (Giovani - Discoverde)
- 1987 - Se fossi in te
- 1988 - Con l'acqua alla gola
- 1990 - Scrivimi
- 1992 - Il mandorlo